# Coralliodrilus randyi
Coralliodrilus randyi är en ringmaskart som beskrevs av Erséus 1990. Coralliodrilus randyi ingår i släktet Coralliodrilus och familjen glattmaskar. Inga underarter finns listade i Catalogue of Life.